# 內政部消防署訓練中心
內政部消防署訓練中心位於臺灣省南投縣竹山鎮社寮社區，緊鄰竹山紫南宮，基地面積約109公頃，是目前亞洲規模最大、世界上第三大專業消防及防災救災實體訓練基地。提供中華民國臺澎、金馬地區第一線緊急應變防災、救災人員教育訓練，並協助考選部辦理「公務人員特種考試一般警察人員考試-消防警察人員」錄取人員及臺灣警察專科學校消防安全科正期組一年級學生教育訓練。

## 沿革
- 1999年9月21日，臺灣發生921大地震，因當時防災、救災應變與復原重建措施均未法制化，行政院遂加速研擬全國性的災害防救法規。
- 2000年6月30日，立法院三讀通過《災害防救法》，該法第16條規定「為處理重大災害搶救等應變事宜，內政部消防署應設訓練中心」。[4]
- 2001年12月5日，行政院核准「設立內政部消防署訓練中心三年中程計畫」。
- 2007年5月19日，訓練中心正式動工興建。
- 2008年1月7日，行政院核定「設立內政部消防署訓練中心計畫」，期程至2010年6月30日。
- 2009年12月24日，訓練中心營造標報竣工，並於2010年1月中旬完成初驗作業。[5]
- 2010年1月19日，內政部消防署訓練中心正式啟用。[6]

## 歷任首長

#### 內政部消防署訓練中心籌備處主任
| 任別 | 姓名   | 任職期間                  | 備註                                                                                 |
| ---- | ------ | ------------------------- | ------------------------------------------------------------------------------------ |
| 1    | 蕭煥章 | 2002年11月－2008年7月10日 | 中央警官學校49期消防學系 原任內政部消防署專門委員 後任內政部消防署危險物品管理組組長 |
| 2    | 黃怡凱 | 2008年7月11日－           | 中央警官學校50期行政警察學系 原任金門縣消防局局長 後任內政部消防署災害搶救組組長     |
| 3    | 蕭煥章 | －2010年1月18日           | 原任內政部消防署危險物品管理組組長                                                   |

#### 內政部消防署訓練中心主任
| 任別 | 姓名   | 任職期間                      | 備註                                                                                       |
| ---- | ------ | ----------------------------- | ------------------------------------------------------------------------------------------ |
| 1    | 蕭煥章 | 2010年1月19日－2014年12月24日 | 後任臺中市政府消防局局長                                                                   |
| 2    | 吳武泰 | 2014年12月27日－2016年8月     | 中央警官學校52期消防學系 原任內政部消防署災害搶救組專門委員 後任內政部消防署災害搶救組組長 |
| 3    | 李明憲 | 2016年8月－2019年7月          | 原任內政部消防署緊急救護組組長 後任內政部消防署災害管理組組長                              |
| 4    | 李永福 | 2019年7月－2021年8月          | 原任內政部消防署緊急救護組組長 後任內政部消防署副署長                                      |
| 5    | 梁國偉 | 2021年8月-2024年6月           | 中央警官學校51期役政學系 原任內政部消防署特種搜救隊隊長                                    |
| 6    | 謝志強 | 2024年7月－至今               | 原任內政部消防署訓練中心專門委員                                                           |

## 基地設施[10]

### 多功能核心區

#### 綜合大樓
樓層共計3層，總面積共計5,456平方公尺，建置有辦公室7間、各類型會議室（計70人會議室1間、30人會議室6間及國際會議廳1間）會議室共8間、研究室10間、接待室、服務台、檔案室等辦公空間。
綜合大樓位於多功能核心區中央，位於此處即可眺望整個核心區各棟建物之景觀。

#### 教學大樓
南棟3層、北棟2層，面積共計8,559平方公尺，建置有一般教室、資訊教室、鑑定實驗室、電化教室、救災指揮訓練室、搜救器材教室、救護實習教室、危隩物品教室、消防安全設備教室、災害搶救教室等，總計各類型教室（計150人教室1間、100人教室3間、60人教室2間、55人教室7間、50人教室9間）共22間。
教學大樓以東，隔著國土保安用地，即鄰接實體訓練場區。

#### 宿舍大樓
北棟5層，南棟4層，面積共計10,355平方公尺，建置有2人宿舍共98間，4人宿舍66間、8人宿舍34間，並設有學員交誼室等。

#### 餐廳
面積約1,847平方公尺，設置有廚房、用餐區等空間，可一次提供800人以上的學員同時用餐，同時設置有福利社，提供學員生活服務機能需求。

#### 中央災害應變中心中部備援中心
為因應中央災害應變中心於受到重大災害侵襲可能導致機能毀損時，得立即啟動備援機制，於全國北、中、南分區設置有備援中心，其中中部備援中心則建置於訓練中心園區，平時可作為學員學習應變處置實兵操演處所，災時可立即接續作為災害應變指揮中心，或中部地區發生重大災害時，可成為前進指揮所或物資集散中心。

### 防災訓練場區

#### 模擬實體訓練場
建置有最先進、最齊全及最完善的模擬實體訓練場，所建置的訓練設施，包括有各類模擬大樓火災、戶外火災、空氣呼吸器、石化及油槽、船舶、航空器、鐵路捷運及地下場站、公路及長隧道、地震、土石流、水上水下及激流、高低塔及搜救犬等災害模擬搶救訓練場等，共計13類66種搶救訓練設施。
| 訓練場種類                           | 說明 |
| ------------------------------------ | --- |
| 各類模擬大樓火災搶救訓練場           | 建置有仿工廠、仿綜合商場、仿連棟透天住宅、仿集合住宅，以提供受訓學員進行救災模擬搶救訓練。                                                         |
| 戶外火災搶救技能訓練場               | 為一開放式戶外空間，並設置有木材、變電箱、油 盤、曲道流動油料、汽車火災等火災模擬訓練設施。                                                        |
| 空氣呼吸器訓練場                     | 建置有大型立體迷宮步道、上下爬坡道及各種方向之障礙空間，並搭配黑暗、濃煙、高溫、噪音與路徑變化，以提供受訓學員背負空氣呼吸器進行搜索、救援等訓練。 |
| 石化及油槽災害搶救訓練場             | 設有大型儲油、加油站及其各項輸配管線及石油 運輸槽車之災害模擬訓練設施。                                                                            |
| 船舶災害事故搶救訓練場               | 設置有模擬實體船舶、船塢及火災模擬設施等，以模擬船舶火災狀況（含船舶火災、大量濃煙等）之場景。                                                     |
| 航空災害事務搶救訓練場               | 設置有737模擬實體機身、跑道及火災模擬設施，以模擬航空器失事及火災情境。                                                                            |
| 鐵路捷運及地下場站災害事故搶救訓練場 | 設有模擬地下捷運系統、鐵路軌道 、車廂及火災、濃煙等控制系統，以模擬軌道線路及地下運輸系統之災害事故。                                              |
| 公路及長隧道災害事故搶救訓練場       | 設有模擬公路、高速公路、大型實體長隧道及火災、濃煙控制系統，以模擬交通災害事故情境。                                                               |
| 地震災害搶救訓練場                   | 設有實體建築物倒塌模型、溝渠坍方、破裂瓦斯管及二次火災等模擬設施，實際模擬建築物受震倒塌之場景。                                                   |
| 土石流災害搶救訓練場                 | 設有模擬土石流坡道、下雨及人員受困等災害場景， 並利用預埋假人等道具進行訓練。                                                                      |
| 水上水下及激流救生訓練場             | 設有模擬激流、水域及具高低落差之人工河渠， 並以幫浦抽送每分鐘達38.4萬公升的水量循環模擬激流情境，同時設置標準及深達6米之游泳及潛水區。             |
| 高低塔救助技能訓練場                 | 設有高低塔各一座、網繩訓練場及涵洞，提供受訓學員進行攀登、垂降、橫渡、人員救助及狹小空間背負重物救人等各項救助技能訓練。                           |
| 搜救犬原野訓練場                     | 設有基本及高級服從訓練設施、瓦礫堆訓練設施、原野災難區場地等組合式訓練設施。                                                                       |

#### 操作監控塔
為了監控訓練場區全區各訓練場訓練情形，並確保受訓學員人身安全，設置有操作監控塔，位於防災訓練場之核心點，透過與各訓練場區之系統連結，可進行訓練情境預設、監測、錄影及操控（含緊急關閉），以監控訓練場安全及緊急應變處置。操作監控塔6樓設有集中化控制室，並可作為大規模災害指揮官，面對各場區所出現各種災害，及時指揮、調度人員進行災害搶救兵棋訓練。

#### 直昇機起降場
設有經民航局驗證公告直昇機起降場，可隨時支援鄰近地區作緊急空中救災任務，並提供受訓學員，進行直昇機立體三度空間吊掛救援等組合訓練。

## 地理位置
內政部消防署訓練中心地址為南投縣竹山鎮社寮里大公街100號。
西邊毗鄰台三省道，北距名間鄉約3公里，南距竹山鎮約8公里，東距集集鎮約5公里，並鄰近名間交流道及竹山交流道。

## 外部連結
- 內政部消防署訓練中心 （页面存档备份，存于）